# Jon Wozencroft
Jon Wozencroft (Epsom, 1º giugno 1958) è un grafico inglese.

## Biografia
Wozencroft fondò la casa discografica Touch nel 1982. Durante i suoi primi quattro anni di attività, la Touch pubblicò oltre dieci album, fra cui compilation che Wozencroft definisce "riviste audiovisive interattive" come Feature Mist (1982) e Touch Travel (1984), che avrebbero venduto oltre cinquemila copie ciascuna. Nel 1988, Wozencroft pubblicò un libro dedicato al suo collega Neville Brody intitolato The Graphic Language of Neville Brody. I due sono anche ricordati per aver lanciato il progetto grafico Fuse, con cui tentarono di coniare nuove forme espressive nell'ambito della tipografia digitale. Wozencroft è anche un docente di grafica, e in passato lavorò presso il Central Saint Martins College of Art and Design e il Royal College of Art di Londra.

## Opere
- 1988 – The Graphic Language of Neville Brody
- 1994 – The Graphic Language of Neville Brody 2
- 1999 – Touch & Fuse: the aftershock of the invisible

## Discografia

### Album in studio
- 2008 – Without Number (come AER)
- 2010 – Substrata 2.1 (con Biosphere)
- 2012 – Liquid Music (con Fennesz)
- 2017 – Touch Movements (con artisti vari)

### Singoli ed extended play
- 2008 – Project (come AER)
- 2019 – Love Day Blues (come AER)